# Omphale marylandensis
Omphale marylandensis är en stekelart som först beskrevs av Girault 1916.  Omphale marylandensis ingår i släktet Omphale och familjen finglanssteklar. Inga underarter finns listade i Catalogue of Life.